# 대동단결선언
대동단결선언(大同團結宣言)은 1917년 7월 상하이에서 신규식, 조용은, 신석우 등 14인의 독립혁명가들이 발표한 선언이다. 조소앙이 초고를 하였고 신채호 등이 감수하였다. 통일적인 독립운동조직을 결성하려는 뜻을 가지고, 국내·외의 민족 운동가들에게 국제정세의 변화에 따라 민족대회를 소집하기 위하여 작성한 국한문 혼용의 문서이다.
대동단결선언문서 원본은 충청남도 천안시 동남구 목천읍 독립기념관에 위치해있다. 2015년 12월 8일 대한민국의 국가등록문화재 제652호로 지정되었다. 이 선언문은 독립운동의 이념 확립은 물론 해외 독립운동 세력의 단결과 임시정부 수립을 제안하고 있다는 점에서 매우 중요한 역사적 가치가 있고, 현재 희소가치가 매우 높다.

## 개요
선언 주요내용은 다음과 같다. 왕국에서 민국으로, 왕정에서 공화정으로, 왕치에서 법치로 하는 헌법제정 등 민주와 공화제의 새로운 나라의 건국을 표방한 최초의 독립선언서이다.
(중략) 융희 황제가 삼보(영토, 인민, 주권)를 포기한 경술년(1910) 8월 29일은 즉 우리 동지가 삼보를 계승한 8월 29일이니, 그 동안에 한순간도 숨을 멈춘 적이 없음이라. 우리 동지는 완전한 상속자니 저 황제권 소멸의 때가 곧 민권 발생의 때요, 구한국의 마지막 날은 즉 신한국 최초의 날이니, 무슨 까닭인가. 우리 대한은 무시* 이래로 한인의 한이오 비한인의 한이 아니라. 한인 사이의 주권을 주고받는 것은 역사상 불문법의 국헌이오. 비한인에게 주권 양여는 근본적 무효요, 한국의 한민성이 절대 불허하는 바이라. 고로 경술년 융희 황제의 주권 포기는 즉 우리 국민 동지에 대한 묵시적 선위니, 우리 동지는 당연히 삼보를 계승하여 통치할 특권이 있고 또 대통을 상속할 의무가 있도다. (하략)
무시*: 시작을 알 수 없을 정도로 한없이 먼 과거

이 선언은 1910년 8월 29일에 있었던 순종의 주권포기는 단지 한 군주의 주권포기이기 때문에 전적으로 주권 포기는 무효라고 제시되어 있다. 아울러 순종의 주권포기는 결과적으로 주권이 국민에게 상속된 거나 마찬가지라고 나와 있다. 해당 선언은 후에 한국 내 공화주의 담론이 나올 수 있는 하나의 기반이 되었다. 이 선언은 뒷날 1918년 11월에 결성한 신한청년당, 1919년 9월에 출범한 대한민국 임시정부의 공화주의와 삼권분립에 커다란 영향을 주었다.

## 선언 참여 14인
좌측은 선언문에 서명한 이름이고, 우측은 실제 이름이다.
1. 신정(申檉) → 신규식(1880~1922)
2. 조용은(趙鏞殷) → 조용은(1887~1958)
3. 신헌민(申獻民) → 신석우(1895~1953)
4. 박용만(朴容萬) → 박용만(1881~1928)
5. 한진(韓震) → 한흥교(韓興敎, 1885~1967)[4][5]
6. 홍위(洪煒) → 홍명희(1888~1968)
7. 박은식(朴殷植) → 박은식(1859~1925)
8. 신채호(申采浩) → 신채호(1880~1936)
9. 윤세복(尹世復) → 윤세복(1881~1960)
10. 조욱(曺煜) → 조성환(1875~1948)
11. 박기준(朴基駿) → 박찬익(1884~1949)
12. 신빈(申斌) → 신대모(申大模, ?~?)
13. 김성(金成) → 김규식(1881~1950)
14. 이일(李逸) → 이용혁(李龍爀, ?~?)

## 같이 보기
- 신한청년당
- 대한민국임시정부